# Chatham Cup
La Chatham Cup, conosciuta come Coppa della Nuova Zelanda e anche come ASB Chatham Cup per ragioni di sponsorizzazione, è la coppa nazionale calcistica neozelandese. Viene disputata con formula ad eliminazione diretta e si svolge ogni anno, con finale giocata solitamente tra agosto e ottobre.

## Storia
La Chatham Cup viene disputata da club provenienti dall'intera Nuova Zelanda ogni anno dal 1923, con le eccezioni di 1937 e 1941-44. Solitamente tra 120 e 150 club disputavano questa competizione, con tempi supplementari e calci di rigore in caso di parità.

La prima coppa fu donata alla Federazione neozelandese dai membri dell'equipaggio della HMS Chatham come segno di riconoscenza per l'ospitalità dimostrata loro dalla Nuova Zelanda. Il trofeo attuale è modellato sulla base dell'FA Cup.
I club più vincenti della competizione sono stati Mount Wellington (7 vittorie, delle quali 2 dopo l'unione con l'University Auckland), e Christchurch United e North Shore United, con 6 vittorie ciascuna.

## Albo d'oro
- 1923 - Seacliff (Otago)
- 1924 - Harbour Board (Auckland)
- 1925 - YMCA (Wellington)
- 1926 - Sunnyside (Christchurch)
- 1927 - Ponsonby
- 1928 - Petone
- 1929 - Tramways (Auckland)
- 1930 - Petone
- 1931 - Tramurewa (Auckland)
- 1932 - Wellington Marist
- 1933 - Ponsonby
- 1934 - Thistle (Auckland)
- 1935 - Hospital (Wellington)
- 1936 - Western (Christchurch)
- 1937 - non disputata
- 1938 - Waterside (Wellington)
- 1939 - Waterside (Wellington)
- 1940 - Waterside (Wellington)
- 1941 - non disputata
- 1942 - non disputata
- 1943 - non disputata
- 1944 - non disputata
- 1945 - Western (Christchurch)
- 1946 - Wellington Marist
- 1947 - Waterside (Wellington)
- 1948 - Christchurch Technical Old Boys
- 1949 - Petone
- 1950 - Eden (Auckland)
- 1951 - Eastern Suburbs (Auckland)
- 1952 - North Shore United and Western (Christchurch) (ex aequo)
- 1953 - Eastern Suburbs (Auckland)
- 1954 - Onehunga
- 1955 - Western (Christchurch)
- 1956 - Stop Out (Wellington)
- 1957 - Seatoun
- 1958 - Seatoun
- 1959 - Northern (Dunedin)
- 1960 - North Shore United
- 1961 - Northern (Dunedin)
- 1962 - Hamilton Technical Old Boys
- 1963 - North Shore United
- 1964 - Mount Roskill
- 1965 - Eastern Suburbs (Auckland)
- 1966 - Miramar Rangers
- 1967 - North Shore United
- 1968 - Eastern Suburbs (Auckland)
- 1969 - Eastern Suburbs (Auckland)
- 1970 - Blockhouse Bay
- 1971 - Western Suburbs (Wellington)
- 1972 - Christchurch United
- 1973 - Mount Wellington (Auckland)
- 1974 - Christchurch United
- 1975 - Christchurch United
- 1976 - Christchurch United
- 1977 - Nelson United
- 1978 - Manurewa
- 1979 - North Shore United
- 1980 - Mount Wellington (Auckland)
- 1981 - Dunedin City
- 1982 - Mount Wellington (Auckland)
- 1983 - Mount Wellington (Auckland)
- 1984 - Manurewa
- 1985 - Napier City Rovers
- 1986 - North Shore United
- 1987 - Gisborne City
- 1988 - Waikato
- 1989 - Christchurch United
- 1990 - Mount Wellington (Auckland)
- 1991 - Christchurch United
- 1992 - Miramar Rangers
- 1993 - Napier City Rovers
- 1994 - Waitakere City
- 1995 - Waitakere City
- 1996 - Waitakere City
- 1997 - Central United
- 1998 - Central United
- 1999 - Dunedin Technical
- 2000 - Napier City Rovers
- 2001 - University-Mount Wellington (Auckland)
- 2002 - Napier City Rovers
- 2003 - University-Mount Wellington (Auckland)
- 2004 - Miramar Rangers
- 2005 - Central United
- 2006 - Western Suburbs (Wellington)
- 2007 - Central United
- 2008 - East Coast Bays
- 2009 - Wellington Olympic
- 2010 - Miramar Rangers
- 2011 - Wairarapa United (Masterton)
- 2012 - Central United
- 2013 – Cashmere Technical (Christchurch)
- 2014 – Cashmere Technical (Christchurch)
- 2015 – Eastern Suburbs
- 2016 – Birkenhead United (Auckland)
- 2017 – Onehunga Sports (Auckland)
- 2018 – Birkenhead United (Auckland)
- 2019 – Napier City Rovers (Napier)
- 2020 – cancellata per Covid-19
- 2021 – Cashmere Technical (Christchurch)
- 2022 – Auckland City (Auckland)
- 2023 - Christchurch United - (Christchurch)
- 2024 - Wellington Olympic - (Wellington)

## Jack Batty Memorial Cup
La Jack Batty Memorial Cup è un riconoscimento assegnato ogni anno ai giocatori che hanno avuto l'impatto più positivo sulla finale della Chatham Cup.
Il nome del torneo è ispirato a Jack Batty, che fu sia un membro dell'equipaggio della HSM Chatham, che tre volte campione della Chatham con Auckland Harbour Board, Tramways e Tramurewa. La coppa fu donata dal figlio di Jack, John Batty, anche lui vincitore della Chatham con il Blockhouse Bay nel 1970, e il suo primo vincitore fu Greg Brown (Napier City Rovers), premiato nel 1985.

### Albo d'oro
- 1985 - Greg Brown (Napier City Rovers)
- 1986 - Duncan Cole (North Shore United)
- 1987 - Dave Reynolds (Gisborne City)
- 1988 - Steve Tate (Waikato)
- 1989 - Michael McGarry (Christchurch United)
- 1990 - Michael McGarry (Christchurch United)
- 1991 - ?
- 1992 - Neal Cave (Miramar Rangers)
- 1993 - ?
- 1994 - Ivan Vicelich (Waitakere City)

- 1995 - ?
- 1996 - Mark Foy (Mount Wellington)
- 1997 - Ivan Vicelich (Central United)
- 1998 - Terry Torrens (Central United)
- 1999 - Aaron Burgess (Dunedin Technical)
- 2000 - Jimmy Cudd (Napier City Rovers)
- 2001 - Paul Bunbury (University-Mount Wellington)
- 2002 - Leon Birnie (Napier City Rovers)
- 2003 - Kara Waetford (University-Mount Wellington)
- 2004 - Tim Butterfield (Miramar Rangers)

- 2005 - Ross Nicholson (Central United)
- 2006 - Phil Imray (Western Suburbs)
- 2007 - Luiz del Monte (Central United)
- 2008 - Ryan Zoghby (East Coast Bays)
- 2009 - Raffaele de Gregorio (Wellington Olympic)
- 2010 - Phil Imray (Miramar Rangers)
- 2011 - Scott Robson (Wairarapa United)
- 2012 - Emiliano Tade (Central United)
- 2013 - Andy Pitman (Cashmere Technical)
- 2014 - Stuart Kelly (calciatore) (Cashmere Technical)

## Record

### Maggior numero di vittorie
| vittorie | club                | anni                                     | note                                 |
| 7        | Mount Wellington    | 1973, 1980, 1982, 1983, 1990, 2001, 2003 | (prime cinque come Mount Wellington) |
| 6        | North Shore Utd     | 1952, 1960, 1963, 1967, 1979, 1986       | (ex aequo nel 1952)                  |
| 6        | Christchurch United | 1972, 1974, 1975, 1976, 1989, 1991       |                                      |
| 5        | Eastern Suburbs     | 1951, 1953, 1965, 1968, 1969             |                                      |
| 5        | Central Utd         | 1997, 1998, 2005, 2007, 2012             |                                      |
| 4        | Waterside           | 1938, 1939, 1940, 1947                   |                                      |
| 4        | Western             | 1936, 1945, 1952, 1955                   | (ex aequo nel 1952)                  |
| 4        | Napier City Rovers  | 1985, 1993, 2000, 2002                   |                                      |
| 4        | Miramar Rangers     | 1966, 1992, 2004, 2010                   |                                      |

### Maggior numero di finali disputate
| finali disputate | vittorie | club                   | apparizione più recente | note                                                                     |
| 12               | 7        | Mount Wellington       | 2003*                   | prime 10 apparizioni come Mount Wellington                               |
| 12               | 6        | North Shore Utd        | 1995                    |                                                                          |
| 9                | 6        | Christchurch United    | 1991*                   |                                                                          |
| 9                | 4        | Western                | 1966                    |                                                                          |
| 8                | 5        | Eastern Suburbs        | 2006                    |                                                                          |
| 8                | 2        | Northern               | 1962                    |                                                                          |
| 7                | 1        | Christchurch Technical | 1968                    | prime sei apparizioni (inclusa l'unica vittoria) come Technical Old Boys |
| 7                | 5        | Central Utd            | 2012*                   |                                                                          |

Nota: L'asterisco accanto all'anno sta a indicare che il club ha vinto la Chatham in quell'anno.